# 袁學慧
袁學慧（？—），香港人，粵劇、崑曲女演員（旦角），亦曾參與其他類型舞臺演出。後赴臺灣進修及參與戲曲演出。

## 演藝經歷
袁學慧成長於香港深水埗的基層家庭。雖然父母並非戲曲迷或從業者，但她自幼便從電視上接觸戲曲並產生興趣。因家境不好，香港也並無戲曲科班教育體系，直到14、15歲時才有機會學習戲曲，當時她參加一個粵劇夏令營，認識了八和粵劇學院「青少年粵劇演員訓練班」的學員，於是她亦報考該課程（第二屆畢業生），曾跟隨鄭詠梅、阮兆輝、尹飛燕學藝，並有意向編劇發展。
除了粵劇，她亦愛好崑曲，在中學時已到香港中文大學旁聽由中國語文及文學系教授華瑋與臺灣名作家白先勇（崑曲愛好者）所籌辦的「崑曲之美」通識課程。2015年末，已升讀大學的她曾往江蘇省崑劇院隨名家孔愛萍學藝，2018年又曾向沈豐英學藝。
大學時期於香港中文大學修讀文化管理學士，2018年畢業。期間積極參與校內的戲曲活動，包括粵劇演出，並協助白先勇及華瑋推廣崑曲；2017年與同學成立劇團「小瓦舍」。
學士畢業後赴臺灣，在國立臺灣大學戲劇系修讀碩士課程，隨陳美蘭（京劇、崑曲）、朱安麗（京劇）、魏海敏（京劇）等學習。在當地首度編、演跨劇種戲曲作品《琵琶語》，獲選為臺灣戲曲中心 2022 年「戲曲夢工場」節目之一。

## 參演作品

### 粵劇劇目
| 年份 | 劇團/團體    | 劇目           | 角色         | 備註/來源 |
| ---- | ------------ | -------------- | ------------ | --------- |
| 2024 | 英毅坊       | 梨渦一笑九重冤 | 艷珠         | [ 7 ]     |
| 2024 | 英毅坊       | 打金枝         | 福妻         | [ 7 ]     |
| 2024 | 香港八和會館 |                |              |           |
| 2023 | 香港八和會館 | 《桂枝告狀》   | 春花／趙連珠 | [ 8 ]     |
| 2023 | 香港八和會館 | 《春花笑六郎》 | 阿里芙       | [ 8 ]     |

### 戲曲
- 2017年：粵劇《帝女花》（「小瓦舍」首個演出劇目，於香港中文大學邵逸夫堂首演）[3][6]
- 2018-19年：崑曲《牡丹亭》之〈尋夢〉（白先勇籌辦校園傳承版）[2][6]
- 2022年：跨劇種戲曲作品《琵琶語》（臺灣演出）

### 其他
- 香港話劇團讀劇劇場《歐洲聯結》[2]
- 香港藝術中心實驗平台《記迷魂》[2]
- 舞台劇《東坡在臺灣》（臺灣演出）[2]

## 外部連結
- 袁學慧的Instagram帳戶
- 袁學慧的Facebook專頁